# Lacus Odii

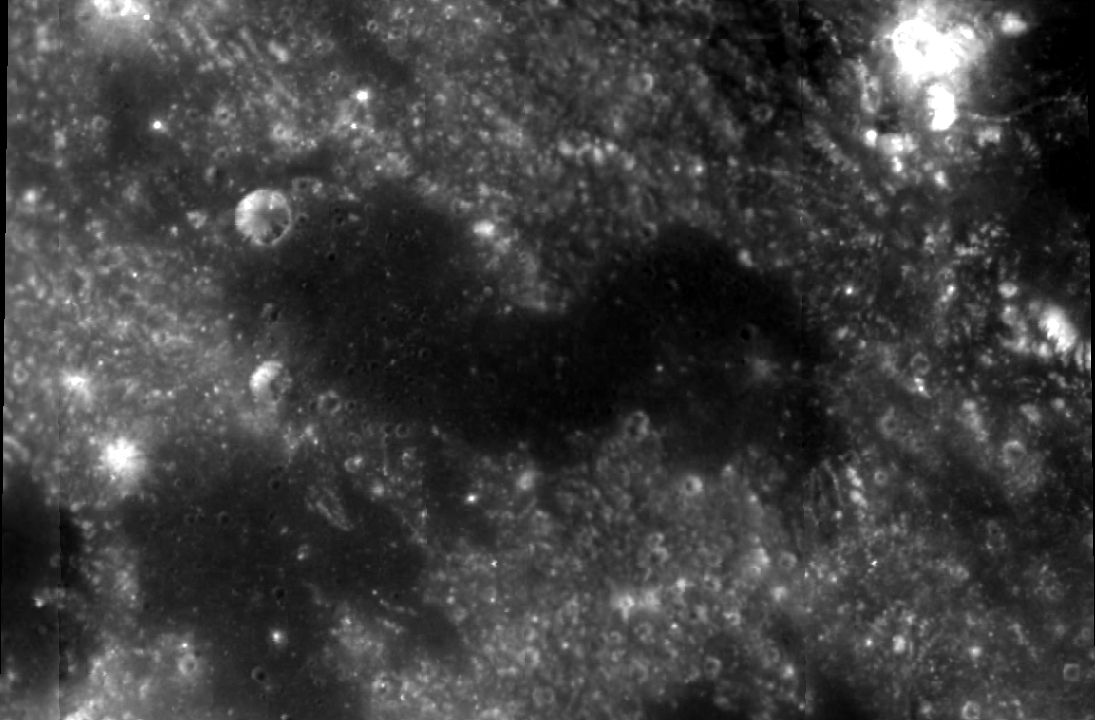
Lacus Odii.

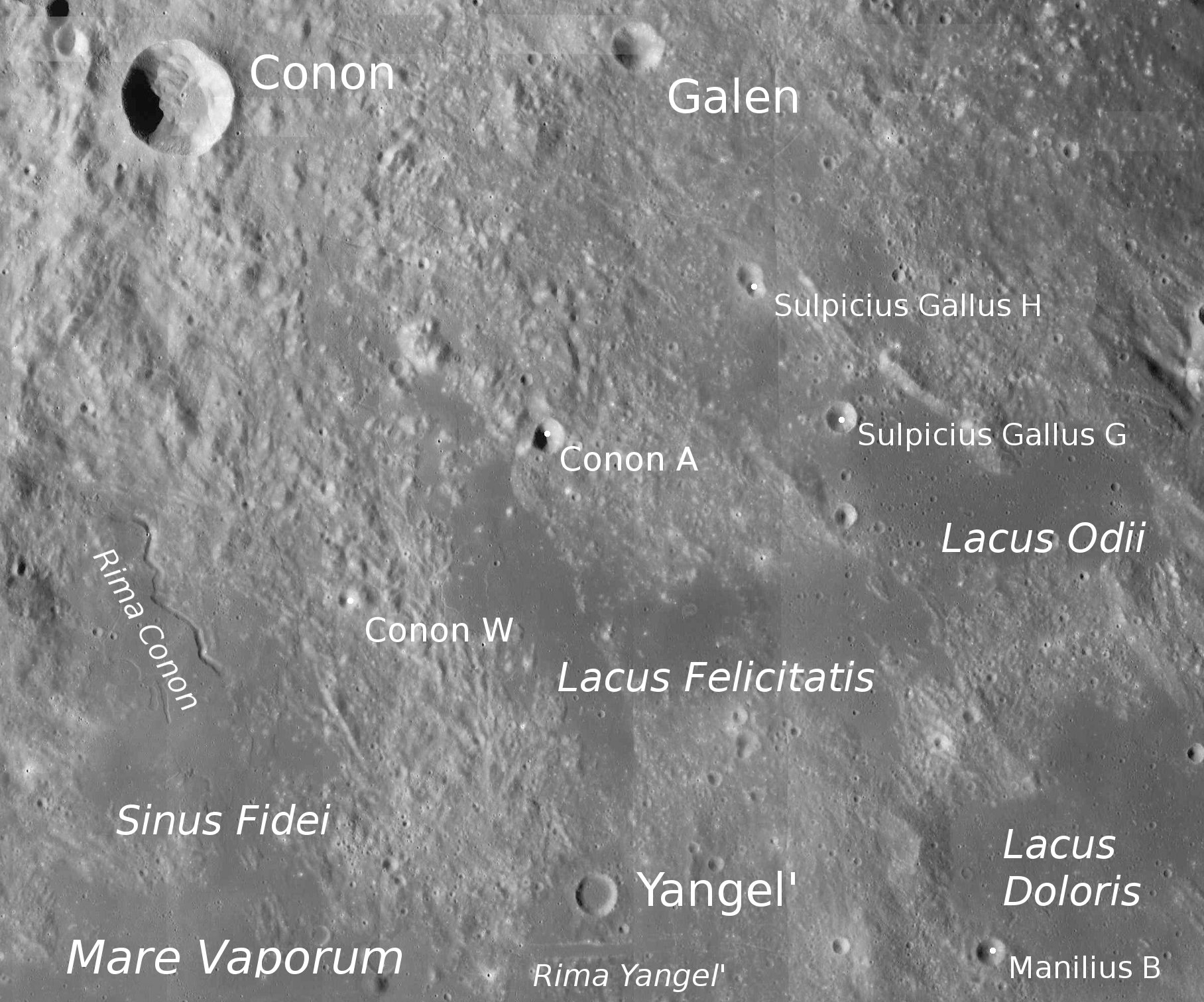
Poloha Lacus Odii.

Lacus Odii (česky Jezero nenávisti) je malé měsíční moře v oblasti mezi Mare Serenitatis (Moře jasu) a Mare Vaporum (Moře par). Tato oblast jihozápadně od pohoří Montes Haemus je bohatá na hladké planiny, mimo Lacus Odii se zde nachází ještě Lacus Gaudii (Jezero radosti), Lacus Doloris (Jezero bolesti), Lacus Lenitatis (Jezero mírnosti), Lacus Hiemalis (Jezero zimy) a Lacus Felicitatis (Jezero štěstí). Lacus Odii má průměr cca 70 km, jeho střední selenografické souřadnice jsou 19,2° S a 7,3° V. Lacus Odii leží východně od Lacus Felicitatis a severozápadně od Lacus Doloris.